# Општина Пуфешти (Вранча)
Пуфешти (рум. Pufeşti) општина је у Румунији у округу Вранча.
Oпштина се налази на надморској висини од 76 m.